# Dealul Ștefăniței
Dealul Ștefăniței – wieś w Rumunii, w okręgu Bistrița-Năsăud, w gminie Romuli. W 2011 roku liczyła 435 mieszkańców.